# Célula

Células do gênero Allium em diferentes fases do ciclo celular

A célula (do latim cella, que significa "pequeno aposento") é a unidade básica e fundamental de todos os organismos conhecidos. Uma célula é a menor unidade funcional da matéria viva. As células são frequentemente chamadas de "blocos de construção da vida". O estudo das células é denominado biologia celular ou citologia.
Todas as as células são compostas por citoplasma, constituído por água e biomoléculas, como ácidos nucleicos e proteínas, envolto por uma membrana plasmática. A maioria das células vegetais e animais são visíveis apenas ao microscópio, apresentando dimensões entre 1 e 100 micrômetros. Os organismos podem ser classificados como unicelulares (consistindo em uma única célula, como as bactérias) ou multicelulares (incluindo plantas e animais). A maioria dos organismos unicelulares são classificados como microorganismos.
O número de células em plantas e animais varia de espécie para espécie; estima-se que os humanos contêm algo em torno de 40 trilhões * (4×1013) de células. O cérebro humano contém cerca de 80 bilhões dessas células.

## História

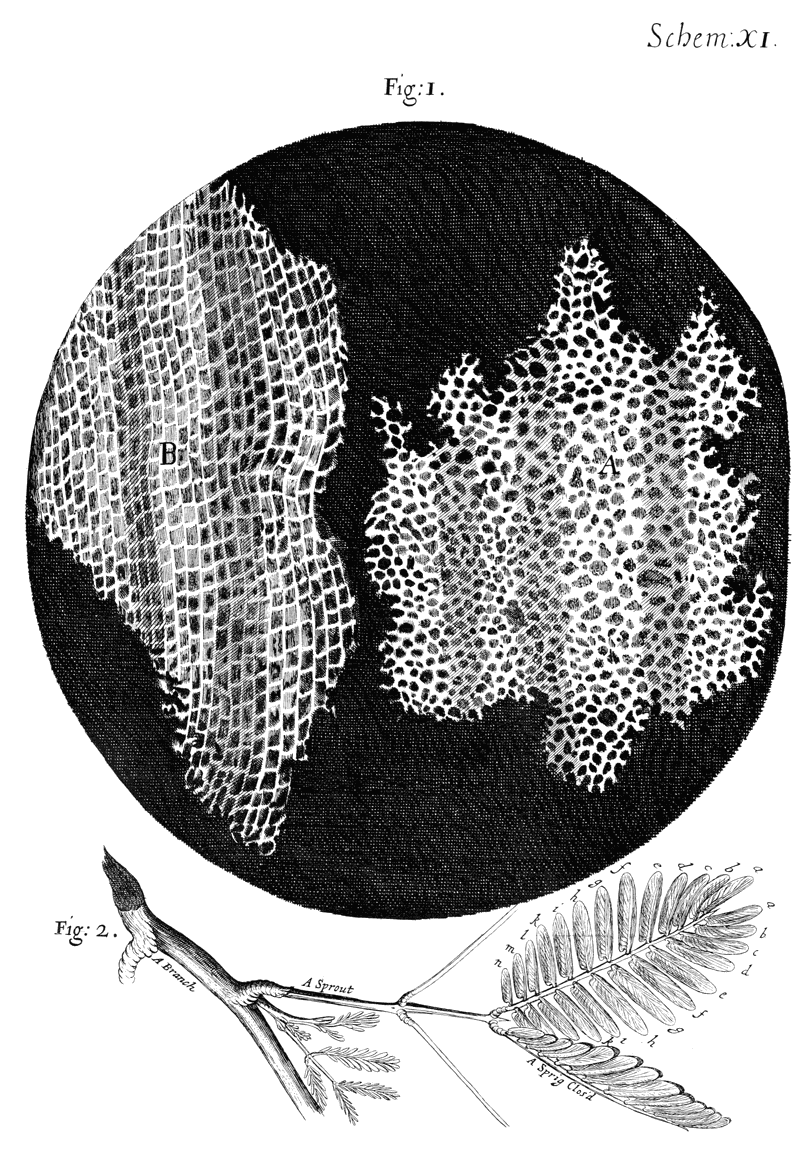
Desenho da estrutura do súber, conforme visto pelo microscópio de Robert Hooke e descrito em seu livro Micrographia

As células foram descobertas pelo inglês Robert Hooke entre 1663 e 1665. Ao examinar em um microscópio rudimentar uma fina fatia de cortiça, verificou que era constituída por cavidades poliédricas, às quais chamou de células (do latim cella, pequeno aposento) por sua semelhança com as celas habitadas por monges cristãos em um mosteiro. Na realidade, Hooke observou blocos hexagonais que eram as paredes de células vegetais mortas.
Alguns anos depois, em 1674, Antonie van Leeuwenhoek, utilizando microscópios de invenção própria, foi o primeiro a analisar células vivas, sobretudo de algas. Ele desenhou protozoários, tais como o Vorticella da água da chuva, e bactérias de sua própria boca. 
A teoria celular foi estabelecida em 1839 por Matthias Schleiden e Theodor Schwann. A teoria afirma que todos os organismos são compostos por uma ou mais células, que as células são a unidade fundamental da estructura e função de todos os seres vivos, e que todas as células vem de células preexistentes.

## Estrutura

### Células procarióticas

Estrutura de uma célula procariótica típica

Procariontes incluem as bactérias e archaeas, dois dos três domínios da vida. Células procarióticas foram as primeiras formas de vida na Terra. Elas são mais simples e menores do que células eucarióticas, e não possuem um núcleo celular e nem outras organelas delimitadas por membrana. O DNA de uma célula procariótica consiste em um único cromossomo circular que está em direto contato com o citoplasma. A região semelhante ao núcleo no citoplasma é denominada nucleoide. Os procariotos variam em tamanho, desde células muito pequenas, com diâmetro de aproximadamente 0,2 μm, até aquelas com mais de 700 μm de diâmetro.
Uma célula procariótica possui três regiões:
- Envolvendo a célula está o envelope celular - geralmente consistindo de uma membrana plasmática coberta por uma parede celular que, para algumas bactérias, pode ser coberta por uma terceira camada chamada cápsula. Embora a maioria dos procariontes tenham uma membrana celular e uma parede celular, há exceções como Mycoplasma (bactérias) e Thermoplasma (arqueias), que possuem apenas a camada de membrana celular. O envelope dá rigidez à célula e separa o interior da célula de seu ambiente, servindo como filtro protetor. A parede celular consiste em peptidoglicano em bactérias e atua como uma barreira adicional contra forças externas. Também evita que a célula se expanda e rompa (citólise) pela pressão osmótica devido a um ambiente hipotônico. Algumas células eucarióticas (células vegetais e células fúngicas) também possuem parede celular.
- Dentro da célula está a região citoplasmática que contém o genoma (DNA), ribossomos e vários tipos de inclusões.[10] A genética o material é encontrado livremente no citoplasma. Os procariotos podem carregar elementos de DNA extracromossômico chamados plasmídeos, que geralmente são circulares. Plasmídeos bacterianos lineares foram identificados em várias espécies de bactérias espiroquetas, incluindo membros do gênero Borrelia, em especial Borrelia burgdorferi , causadora da doença de Lyme.[11]
- Embora não forme um núcleo, o DNA está condensado em um nucleoide. Plasmídeos codificam genes adicionais, como genes de resistência a antibióticos.
- Do lado de fora, flagelos e pili se projetam da superfície da célula. São estruturas (não presentes em todos os procariontes) feitas de proteínas que facilitam o movimento e a comunicação entre as células.

#### Células incompletas
As bactérias dos grupos das Rickettsias e das clamídias são muito pequenas, sendo denominadas células incompletas[carece de fontes?] por não apresentarem capacidade de auto-duplicação independente da colaboração de outras células, isto é, só proliferarem no interior de outras células completas, sendo, portanto, parasitas intracelulares obrigatórios.

Estrutura de uma célula animal típica

Estas bactérias são diferentes dos vírus por apresentarem:
- conjuntamente DNA e RNA (já foram encontrados vírus com DNA, adenovirus, e RNA, retrovírus, no entanto são raros os vírus que possuem DNA e RNA simultaneamente);
- parte incompleta da "máquina" de síntese proteica celular necessária para reproduzirem-se;
- uma membrana celular semipermeável, através da qual realizam as trocas com o meio envolvente.

Estrutura de uma célula vegetal típica

### Células eucarióticas
Plantas, animais, fungos, protozoários, e algas são todos eucariontes. Estas células são cerca de quinze vezes maiores que uma célula procariótica típica, e podem ser até mil vezes mais volumosas. A principal característica distinta de eucariotas em comparação a procariotas é a compartimentalização: a presença de organelas delimitadas por membrana (compartimentos) em que atividades específicas ocorrem. O mais importante entre eles é um núcleo celular, que contém o DNA da célula. Outras diferenças incluem:
- A membrana plasmática se assemelha à dos procariotos em função, com pequenas diferenças na configuração. As paredes celulares podem ou não estar presentes;
- O DNA eucariótico é organizado em uma ou mais moléculas lineares, chamadas cromossomos, que estão associadas às proteínas histonas. Todo o DNA cromossômico é armazenado no núcleo da célula, separado do citoplasma por uma membrana. Algumas organelas eucarióticas, como mitocôndrias, também contêm algum DNA;
- Muitas células eucarióticas são ciliadas com cílios primários;[13]
- Os eucariotos móveis podem se mover usando cílios móveis ou flagelos. As células móveis estão ausentes em coníferas e plantas com flores.[14] Os flagelos eucarióticos são mais complexos do que os procariontes.[15]

|                          | Procariontes               | Eucariontes                                                                    |
| ------------------------ | -------------------------- | ------------------------------------------------------------------------------ |
| Organismos típicos       | Bactérias, archaea         | Protistas, fungos, plantas, animais                                            |
| Tamanho típico           | ~ 1–5 μm                   | ~ 10–100 μm                                                                    |
| Tipo de núcleo           | nucleoide; nenhum núcleo   | núcleo verdadeiro com membrana dupla                                           |
| DNA                      | circular (normalmente)     | Cromossomos nucleares com histonas                                             |
| Síntese de RNA/proteína  | acoplada no citoplasma     | Síntese de RNA no núcleo síntese proteica no citoplasma                        |
| Ribossomos               | 50S e 30S                  | 60S e 40S                                                                      |
| Estrutura citoplasmática | poucas estruturas          | altamente estruturado por endomembranas e um citoesqueleto                     |
| Movimento celular        | flagelo feito de flagelina | flagelos e cílios contendo microtúbulos; pseudópodes contendo actina           |
| Mitocôndria              | nenhuma                    | um a vários milhares                                                           |
| Cloroplastos             | nenhum                     | em algas e Plantas                                                             |
| Organização              | geralmente unicelular      | células únicas, colônias, organismos multicelulares com células especializadas |
| Divisão celular          | divisão binária            | mitose (fissão ou brotamento) meiose                                           |
| Cromossomos              | único cromossomo           | mais de um cromossomo                                                          |
| Membranas                | Membrana celular           | Membrana celular e organelas ligadas à membrana                                |

## Componentes subcelulares
Todas as células, sejam procarióticas ou eucarióticas, têm uma membrana que envolve a célula, regula o que se move para dentro e para fora (seletivamente permeável) e mantém o potencial elétrico da célula. Dentro da membrana, o citoplasma ocupa a maior parte do volume da célula. Todas as células (exceto glóbulos vermelhos que carecem de um núcleo celular e da maioria das organelas para acomodar o espaço máximo para hemoglobina) possuem DNA e RNA.

### Membrana plasmática

Diagrama detalhado da membrana celular de bicamada lipídica

A membrana plasmática é uma membrana biológica que envolve o citoplasma de uma célula. Em animais, a membrana plasmática é o limite externo da célula, enquanto em plantas e procariotos ela é geralmente coberta por uma parede celular. Esta membrana serve para separar e proteger uma célula de seu ambiente circundante e é composta principalmente de uma dupla camada de fosfolipídios, que são anfifílicos (parcialmente hidrofóbicos e parcialmente hidrofílicos). Portanto, a membrana é chamada de bicamada fosfolipídica. Incorporadas à membrana há uma variedade de moléculas de proteínas que actuam como canais e bombas que movem diferentes moléculas para dentro e para fora da célula. A membrana é dita ser 'semi-permeável', na medida em que pode deixar uma substância (molécula ou íon) passar livremente, passar através de uma forma limitada ou não passar de jeito nenhum. As membranas da superfície celular também contêm proteínas receptoras que permitem que as células detectem moléculas externas de sinalização, tais como hormonas.

### Citoesqueleto

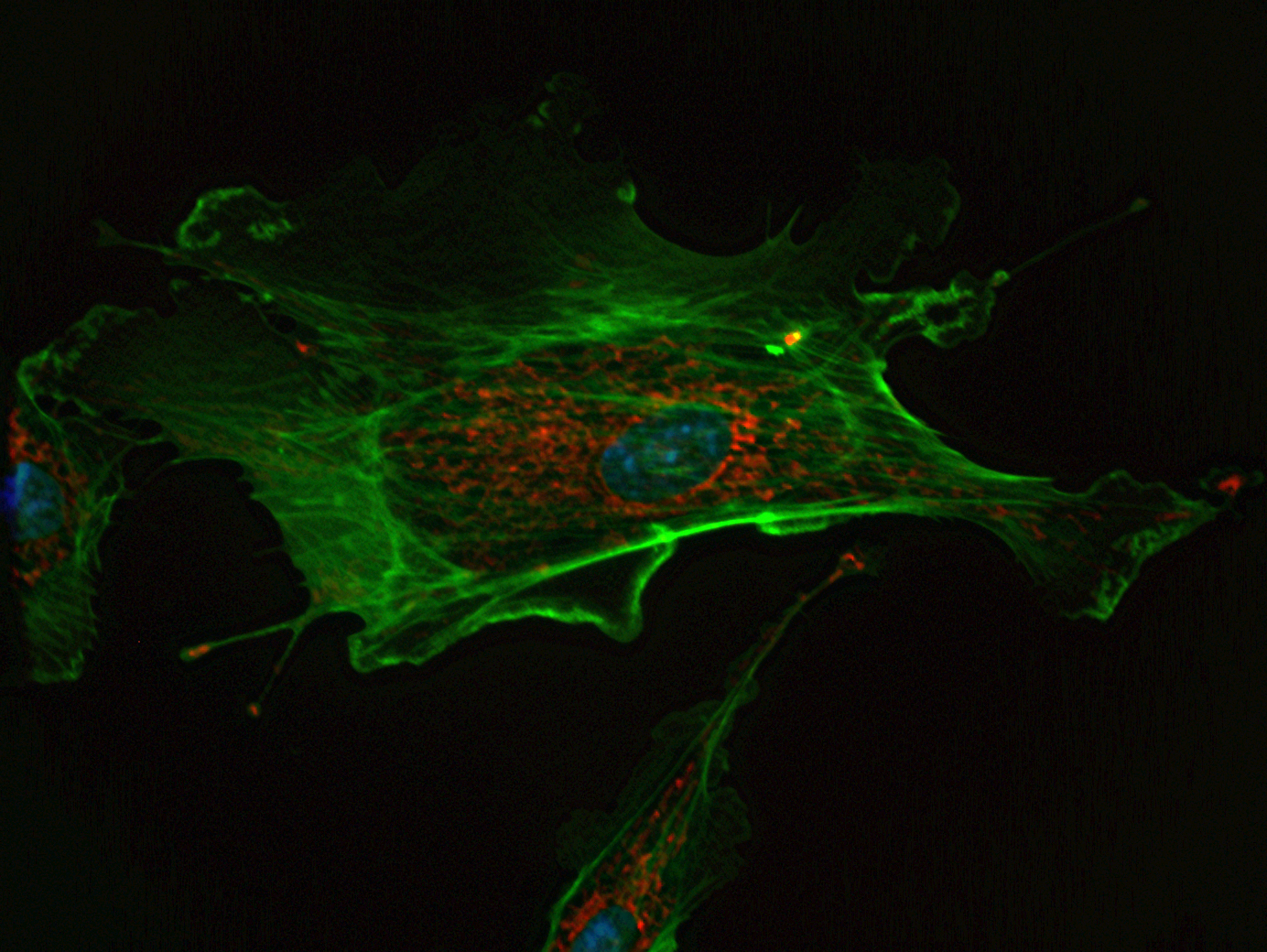
Uma imagem fluorescente de uma célula endotelial. Os núcleos são tingidos de azul, mitocôndrias são tingidas de vermelho e os microfilamentos são tingidos de verde.

O citoesqueleto é uma rede de fibras que organizam e dão à célula força mecânica e manutenção da forma, além de controlar seus movimentos, fixar organelas. Também atua durante a endocitose, a absorção de materiais externos por uma célula, e na citocinese, a separação de células filhas após a divisão celular. Normalmente, 20-35% das proteínas de uma célula estão ligadas ao citoesqueleto, embora esta quantidade possa variar, sendo consideravelmente maior nas células musculares.
O citoesqueleto eucariótico é composto por microfilamentos, filamentos intermediários e microtúbulos. Há um grande número de proteínas associadas a eles, cada uma controlando a estrutura de uma célula ao direcionar, agrupar e alinhar os filamentos. O citoesqueleto procariótico é menos estudado, mas está envolvido na manutenção da forma celular, polaridade e citocinese.

### Material genético

Ácido desoxirribonucleico (DNA)

Existem dois tipos diferentes de material genético: ácido desoxirribonucleico (DNA) e ácido ribonucleico (RNA). As células usam o DNA para o armazenamento de informações de longo prazo; a informação biológica contida em um organismo é codificada em sua sequência de DNA.
O RNA é usado para o transporte de informações (por exemplo, RNAm) e funções enzimática (por exemplo, o RNAr). Moléculas de tRNA são usadas para adicionar aminoácidos durante a tradução de proteínas.
O material genético procariótico é organizado em uma molécula de DNA circular simples na região nucleoide do citoplasma. O material genético eucariótico é dividido em diferentes moléculas lineares chamadas cromossomas dentro de um núcleo discreto, geralmente com material genético adicional em algumas organelas como mitocôndrias e cloroplastos. (ver teoria da endossimbiose).
Uma célula humana possui material genético contido no núcleo (genoma nuclear) e na mitocôndria (genoma mitocondrial). Em humanos, o genoma nuclear é dividido em 46 moléculas de DNA linear chamadas cromossomos, incluindo 22 cromossomos homólogos pares e um par de cromossomos sexuais. O genoma mitocondrial é uma molécula de DNA circular distinta do DNA nuclear e, embora o DNA mitocondrial seja muito pequeno em comparação com os cromossomos nucleares, ele codifica 13 proteínas envolvidas na produção de energia mitocondrial e RNAts específicos.

### Organelas
Organelas são partes da célula que são adaptadas e/ou especializadas para realizar uma ou mais funções vitais, análogas aos órgãos do corpo humano, tais como o coração, pulmão e rim, com cada órgão exercendo uma função diferente. As células eucarióticas e procarióticas têm organelas, mas as organelas procarióticas são geralmente mais simples e não são ligadas à membrana.
Existem vários tipos de organelas em uma célula. Algumas (como o núcleo e o aparelho de Golgi) são tipicamente solitárias, enquanto outras (como mitocôndrias, cloroplastos, peroxissomos e lisossomos) podem ser numerosas (centenas a milhares). O citosol é o fluido gelatinoso que preenche a célula e envolve as organelas.

#### Célula eucariótica

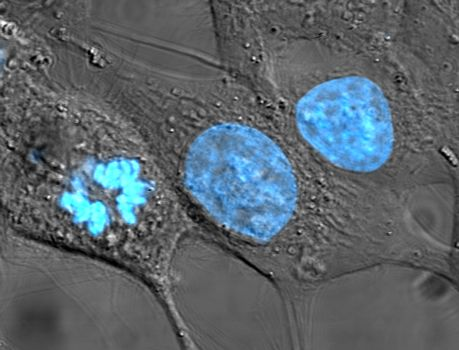
Células cancerosas humanas, especificamente células HeLa, com DNA corado em azul. As células central e mais à direita estão em interfase, então seu DNA é difuso e os núcleos inteiros são marcados. A célula à esquerda está passando por mitose e seus cromossomos se condensaram.

- Núcleo celular: abriga os cromossomos da célula e é o local onde quase toda a replicação de DNA e síntese de RNA (transcrição) ocorrem. O núcleo é esférico e separado do citoplasma por uma membrana dupla chamada envelope nuclear, que isola e protege o DNA de várias moléculas do citoplasma que podem danificar acidentalmente sua estrutura ou interferir em seu processamento.
- Mitocôndrias e cloroplastos: geram energia para a célula. Mitocôndrias são organelas autorreplicantes que ocorrem em vários números, formas e tamanhos no citoplasma de todas as células eucarióticas. A respiração ocorre nas mitocôndrias celulares, que geram a energia da célula por fosforilação oxidativa, usando oxigênio para liberar energia armazenada em nutrientes celulares (tipicamente pertencente a glicose) para gerar ATP.[10] As mitocôndrias se multiplicam por fissão binária, como os procariontes. Os cloroplastos só podem ser encontrados em plantas e algas, e eles capturam a energia do sol para produzir carboidratos por meio da fotossíntese.

Diagrama do sistema de endomembrana

- Retículo endoplasmático: o retículo endoplasmático (ER) é uma rede de transporte para moléculas direcionadas para certas modificações e destinos específicos, em comparação com moléculas que flutuam livremente no citoplasma. O ER possui duas formas: o ER rugoso, que possui ribossomos em sua superfície que secretam proteínas no ER, e o ER liso, que não possui ribossomos. O RE suave desempenha um papel no sequestro e na liberação de cálcio.
- Complexo de Golgi: a função primária do aparelho de Golgi é processar e empacotar as macromoléculas, tais como proteínas e lipídios que são sintetizados pela célula.
- Lisossomos e peroxissomos: lisossomos contêm enzimas digestivas. Eles digerem organelas em excesso ou desgastadas, partículas de alimentos e vírus ou bactérias engolfadas. Peroxissomos têm enzimas que livram a célula de peróxidos tóxicos. A célula não poderia abrigar essas enzimas destrutivas se elas não estivessem contidas em um sistema ligado à membrana.
- Centrossoma: o centrossoma produz os microtúbulos de uma célula - um componente chave do citoesqueleto. Dirige o transporte através do ER e do aparelho de Golgi. Os centrossomos são compostos de dois centríolos, que se separam durante a divisão celular e ajudam na formação do fuso mitótico.
- Vacúolos: os vacúolos armazenam produtos residuais e água nas células das plantas. Algumas células, mais notavelmente amebas, têm vacúolos contráteis, que podem bombear água para fora da célula se houver muita água. Os vacúolos das células vegetais e das células fúngicas são geralmente maiores do que os das células animais.

#### Eucariótica e procariótica
- Ribossomos: o ribossomo é um grande complexo de moléculas de RNA e proteína. Cada um deles consiste em duas subunidades e atuam como uma linha de montagem onde o RNA do núcleo é usado para sintetizar proteínas a partir de aminoácidos. Os ribossomos podem ser encontrados flutuando livremente ou ligados a uma membrana (o retículo endoplasmático rugoso nos eucariotos ou a membrana celular nos procariotos).[21]

## Estruturas externas à membrana celular
Muitas células também possuem estruturas que existem total ou parcialmente externas à membrana celular. Essas estruturas são notáveis porque não são protegidas do ambiente externo pela membrana celular semipermeável. Para montar essas estruturas, seus componentes devem ser transportados através da membrana celular por processos de exportação.

### Parede celular
Muitos tipos de células procarióticas e eucarióticas têm uma parede celular. A parede celular atua protegendo a célula mecânica e quimicamente de seu ambiente, e é uma camada adicional de proteção à membrana celular. Diferentes tipos de células têm paredes celulares feitas de diferentes materiais; as paredes das células vegetais são feitas principalmente de celulose, as paredes das células dos fungos são feitas de quitina e as paredes das células das bactérias são feitas de peptidoglicano.

### Cílios
Em citologia, cílios são apêndices das células eucarióticas com movimento constante numa única direção. Este nome provém do latim, com o significado de pestana, pela sua similaridade aparente.

### Célula procariótica

#### Cápsula
Uma cápsula gelatinosa está presente em algumas bactérias externamente à membrana e parede celular. A cápsula pode ser composta por polissacarídeos como em pneumococos e meningococos, por polipeptídeos como em Bacillus anthracis, ou por ácido hialurônico como em estreptococos. As cápsulas não são marcadas por coloração comum e podem ser detectadas por coloração especial.

#### Flagelos
Flagelos são os organelos de mobilidade celular. Eles surgem a partir do citoplasma por extrusão através da parede celular. Eles são longos e grossos apêndices filamentados, proteínas em sua natureza. São mais comumente encontrados em células de bactérias, mas também são encontrados em algumas células animais. Alguns flagelos atuam como uma hélice rotativa em contraste aos cílios que agem mais como um remo.

#### Fímbria
Fímbrias são apêndices em forma de filamentos presentes em bactérias. Estes apêndices são menores, mais curtos e mais numerosos que os flagelos. Eles são filamentos curtos e finos como cabelos, formados de proteína chamada pilina (antigénico). Fímbrias são responsáveis pela fixação das bactérias aos receptores específicos de células humanas (aderência).

## Processos celulares

Os procariotos se dividem por fissão binária, enquanto os eucariotos se dividem por mitose ou meiose

### Replicação
A divisão celular envolve uma única célula (chamada de célula mãe) que se divide em duas células filhas. Isso leva ao crescimento em organismos multicelulares (o crescimento de tecidos) e à reprodução assexual em organismos unicelulares. As células procarióticas se dividem por fissão binária, enquanto as células eucarióticas geralmente passam por um processo de divisão nuclear, denominado mitose, seguido pela divisão da célula, chamada citocinese. Uma célula diploide também pode passar por meiose para produzir células haploides, geralmente quatro. As células haploides atuam como gametas em organismos multicelulares, fundindo-se para formar novas células diploides.
Replicação do DNA, ou o processo de duplicação do genoma de uma célula, sempre acontece quando uma célula se divide por mitose ou fissão binária. Isso ocorre durante a fase S do ciclo celular.
Na meiose, o DNA é replicado apenas uma vez, enquanto a célula se divide duas vezes. A replicação do DNA ocorre apenas antes da meiose I. A replicação do DNA não ocorre quando as células se dividem pela segunda vez, em meiose II. A replicação, como todas as atividades celulares, requer proteínas especializadas para realizar o trabalho.

### Reparo de DNA

Um esboço do catabolismo de proteínas, carboidratos e gorduras

Em geral, as células de todos os organismos contêm sistemas enzimáticos que examinam seu DNA em busca de danos e realizam processos de reparo quando são detectados.
Diversos processos de reparo evoluíram em organismos que variam de bactérias a humanos. A prevalência generalizada desses processos de reparo indica a importância de manter o DNA celular em um estado não danificado, a fim de evitar a morte celular ou erros de replicação devido a danos que poderiam levar a mutação.
As bactérias E. coli  são um exemplo bem estudado de um organismo celular com diversos processos bem definidos reparo de DNA. Estes incluem: (1) reparo de excisão de nucleotídeo, (2) reparo de incompatibilidade de DNA, (3) junção de extremidade não homóloga de quebras de fita dupla, (4) reparo recombinacional e (5) reparo dependente de luz (fotoreativação).

### Crescimento e metabolismo
Entre sucessivas divisões celulares, as células crescem por meio do funcionamento do metabolismo celular. O metabolismo celular é o processo pelo qual as células individuais processam as moléculas de nutrientes. O metabolismo tem duas divisões distintas: o catabolismo, em que a célula quebra moléculas complexas para produzir energia e poder redutor, e o anabolismo, em que a célula usa energia e poder redutor para construir moléculas complexas e realizar outras funções biológicas.
Açúcares complexos consumidos pelo organismo podem ser quebrados em moléculas de açúcar mais simples chamadas monossacarídeos, como glicose. Uma vez dentro da célula, a glicose é quebrada para formar trifosfato de adenosina (ATP), uma molécula que possui energia prontamente disponível, por meio de duas vias diferentes.

### Síntese de proteínas
As células são capazes de sintetizar novas proteínas, essenciais para a modulação e manutenção das atividades celulares. Este processo envolve a formação de novas moléculas de proteína a partir de aminoácidos, com base na informação codificada em DNA/RNA.
A síntese de proteínas geralmente consiste em duas etapas principais: transcrição e tradução. A transcrição é o processo em que a informação genética no DNA é usada para produzir uma fita complementar de RNA. Esta fita de RNA é então processada para formar RNA mensageiro (RNAm), que é livre para migrar através da célula. As moléculas de RNAm ligam-se a complexos de proteína-RNA chamados ribossomos localizados no citosol, onde são traduzidos em sequências polipeptídicas. O ribossomo medeia a formação de uma sequência polipeptídica com base na sequência de mRNA. A sequência de RNAm se relaciona diretamente com a sequência de polipeptídeo por ligação a moléculas adaptadoras de RNA transportador (RNAt) dentro do ribossomo. O novo polipeptídeo então se dobra em uma molécula de proteína tridimensional funcional.

### Motilidade
Organismos unicelulares podem se mover para encontrar comida ou escapar de predadores, com o auxílio dos cílios e dos flagelos. Em organismos multicelulares, as células podem se mover durante processos como a desenvolvimento embrionário, assim como na cicatrização de feridas, na manutenção tecidual, no funcionamento do sistema imune e na metástase do câncer. A motilidade celular envolve a atividade coordenada dos filamentos do citoesqueleto em conjunto a uma série de proteínas acessórias, como as proteínas motoras, de adesão, receptoras, etc.

#### Navegação, controle e comunicação
Em agosto de 2020, os cientistas descreveram uma forma como as células — em particular as células de um fungo viscoso e células derivadas do câncer de pâncreas de camundongo — são capazes de navegar com eficiência e identificar as melhores rotas em labirintos complexos, gerando gradientes depois de quebrar atrativos químicos difusos que lhes permitem detectar as próximas junções do labirinto antes de alcançá-las, até mesmo em torno dos cantos.